# Armed Bear Common Lisp
Armed Bear Common Lisp はJava仮想マシン(JVM)上で稼動することを特徴としたCommon Lispの実装である。  
元々は、Peter Gravesが1990年代後半から開発していたJというJava製エディタのための拡張言語としてLispインタプリタを内蔵するところから始まり、2005年にはCommon Lisp処理系として独立し開発が進んだ。
Armed Bear Common Lispの開発が独立するのと同時期の2005年にPeter Gravesは、C++を開発言語としたXCLという別のCommon Lisp処理系の開発に専念するためにArmed Bear Common Lispの開発からは離脱する。
以降は、Mark Evenson、Erik Hüelsmman、Ville Voultaine、Alessio Stalla、Andras Simon、Rudolf Schlatteらを中心として開発が継続している。
2011年10月にECLM(Europe Common Lisp Meeting)においてバージョン1.0.0のリリースおよびANSI規格準拠の報告をし、以降も開発が継続されている。

## 特徴
- JVM言語としてJavaとの密な相互運用が可能
- URIと統合したpathanme

## 言語仕様
- ANSI Common Lisp規格準拠
- CLOS MOPをサポート

## 年表
- 2003年初頭 Jエディタにエディタマクロ言語としてLispインタプリタが搭載される
- 2005年 Armed Bear Common Lisp としてJエディタから独立
- 2011年10月 バージョン1.0.0にてANSI Common Lisp規格準拠

## 参照
- Armed Bear Common Lisp User Manual 1.8.0[5]